# Jimmy Santos

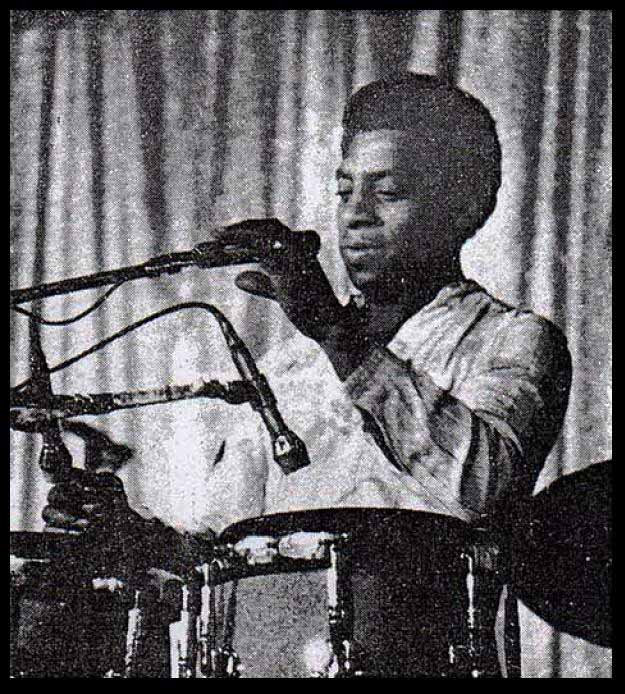
Jimmy Santos

Jimmy Santos (Montevideo) is een Uruguayaanse zanger en percussionist die onder meer candombe, jazz en rockmuziek speelt. Sinds 1976 woont hij in Argentinië, waar hij in 1977 lid werd van de groep Raíces. Met deze groep, waarin onder meer Andrés Calamaro speelt, heeft Santos verschillende albums opgenomen.